# Kapustyn
Kapustyn (ukr. Капустин) – wieś na Ukrainie, w obwodzie chmielnickim, w rejonie starokonstantynowskim. W 2001 miejscowość liczyła 57 mieszkańców.
Miejsce urodzenia Józefa Chłopickiego – polskiego generała, uczestnika insurekcji kościuszkowskiej, wojen napoleońskich i powstania listopadowego.